# غيرترود فير
غيرترود فير (بالألمانية: Gertrude Fehr)‏ هي مصورة ألمانية، ولدت في 5 مارس 1895 في ماينتس في ألمانيا، وتوفيت في 16 أغسطس 1996 في مونترو في سويسرا.